# Рагби 15 репрезентација Тахитија
Рагби репрезентација Тахитија је рагби јунион тим који представља Тахити у овом екипном спорту. Рагби савез Тахитија је основан 1989. На Тахитију има 15 рагби клубова и око 1800 рагбиста. Најубедљивију победу репрезентација Тахитија је остварила над Ниујеом, када је било 41-6. Најтежи пораз репрезентација Тахитија је доживела 2001., када ју је репрезентација Кукових Острва убедљиво савладала са 86-0.